# Навегантис
Навегантис (порт. Navegantes)  —  муниципалитет в Бразилии, входит в штат Санта-Катарина. Составная часть мезорегиона Вали-ду-Итажаи. Входит в экономико-статистический  микрорегион Итажаи. Население составляет 50 888 человек на 2006 год. Занимает площадь 111,461 км². Плотность населения — 456,6 чел./км².

## История
Город основан 26 августа 1962 года.

## Статистика
- Валовой внутренний продукт на 2003 составляет 244.946.395,00 реалов (данные: Бразильский институт географии и статистики).
- Валовой внутренний продукт на душу населения на 2003 составляет 5.373,87 реалов (данные: Бразильский институт географии и статистики).
- Индекс развития человеческого потенциала на 2000 составляет 0,774 (данные: Программа развития ООН).

## География
Климат местности: субтропический.

## Транспорт
В 12 км от города находится международный аэропорт Витор Кондер.